# Ptychosperma caryotoides
Ptychosperma caryotoides  (лат.) — вид однодольных растений рода Птихосперма (Ptychosperma) семейства Пальмовые (Arecaceae). Впервые описан британским ботаником Генри Николасом Ридли в 1886 году.

## Распространение, описание
Эндемик Папуа — Новой Гвинеи, распространён в местности Согере. Типовой экземпляр собран на острове Новая Гвинея.
Фанерофит. Небольшая пальма с прямостоячим стеблем. Плоды от тёмно-алого и оранжево-алого до зелёного цвета.

## Синонимы
Синонимичные названия:
- Actinophloeus montanus (K.Schum. & Lauterb.) Burret
- Drymophloeus montanus K.Schum. & Lauterb.
- Ptychosperma discolor Becc.
- Ptychosperma josephense Becc.
- Ptychosperma leptocladum Burret
- Ptychosperma litigiosum Ridl. nom. illeg.
- Ptychosperma montanum (K.Schum. & Lauterb.) Burret
- Ptychosperma polyclados Becc.
- Ptychosperma ridleyi Becc.
- Ptychosperma sayeri Becc.